# Historické město Sukhothaj a přilehlá historická města
Historické město Sukhothaj a přilehlá historická města je název jedné z thajských památek světového kulturního dědictví UNESCO. Sestává ze tří historických parků – Sukhothaj, Kamphaeng Phet a Si Satchanalaj. Nachází se v nich pozůstatky nejdůležitějších měst Sukhothajského království, jehož zlaté období bylo 13. a 14. století a je považováno za první historické thajské království. Založili v roce 1238 princové Pha Mueang a Bang Klang Hao, kteří společnými silami vyhnali Khmery. Jeho konec spadá do roku 1365, kdy se stalo vazalským státem Ayutthaje.
Ve všech třech archeoparcích jsou dohledatelné důkazy o společném jazyku, písmu, správním a právním systému a další rysy, které nepochybně potvrzují, že všechny náležely k jedinému politickému subjektu – Sukhothajskému království. Všechna tři města se také chlubila řadou architektonických a sochařských památek, která představují počátek thajské architektury a umění známého jako „sukhotajský styl“.

## Popis
- Sukhothaj se nachází v blízkosti moderního města Sukhothaj ve stejnojmenné provincii. Opevnění města má obdélníkový půdorys o rozměrech 2 km na 1,6 km. Původně bylo Sukhothaj základnou Kmérské říše, proti které se Thajci postavili v polovině 13. století. Archeopark se rozkládá na ploše přibližně 16 000 m2 a nachází se zde komplex 35 budov[1].

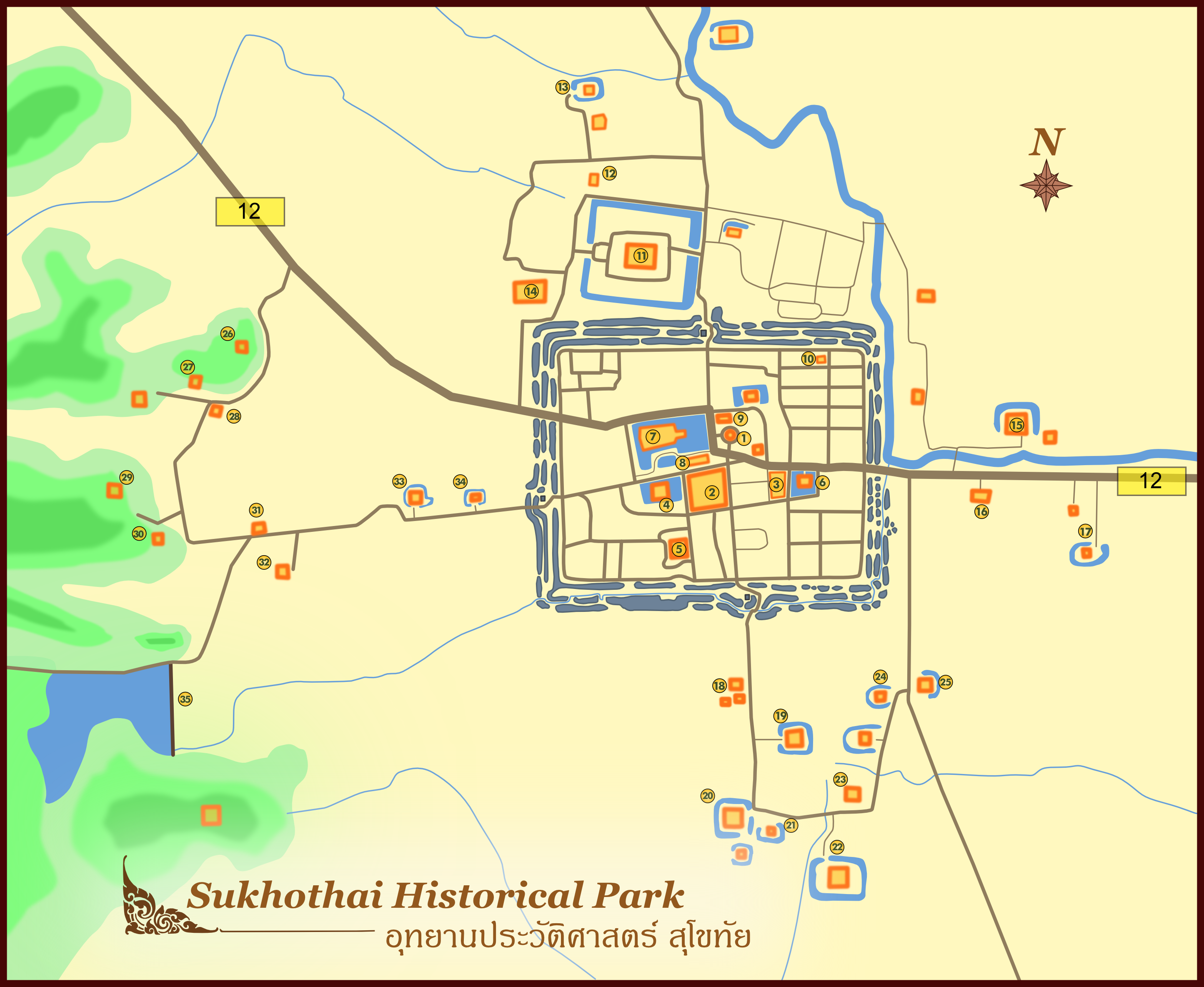
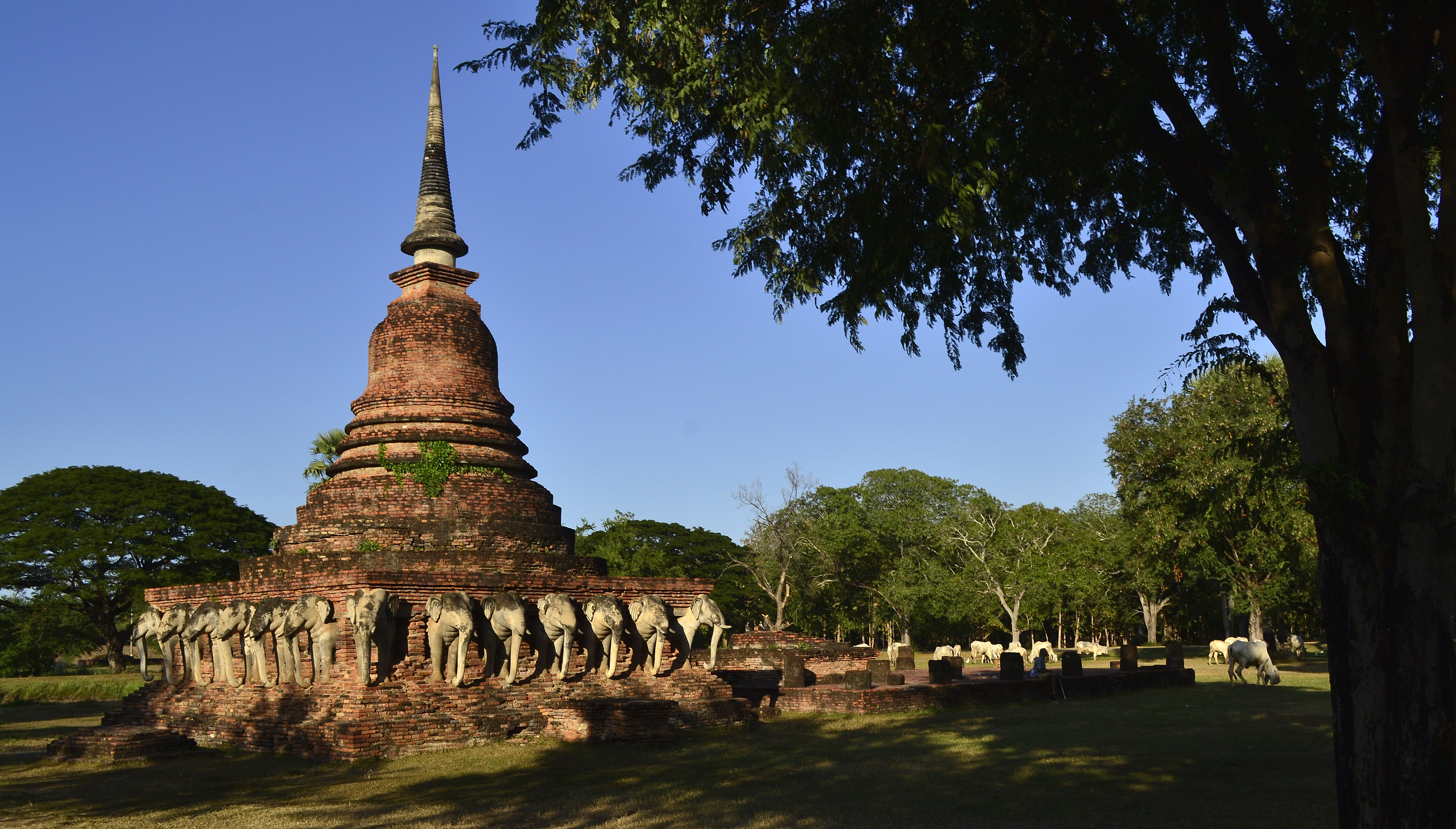
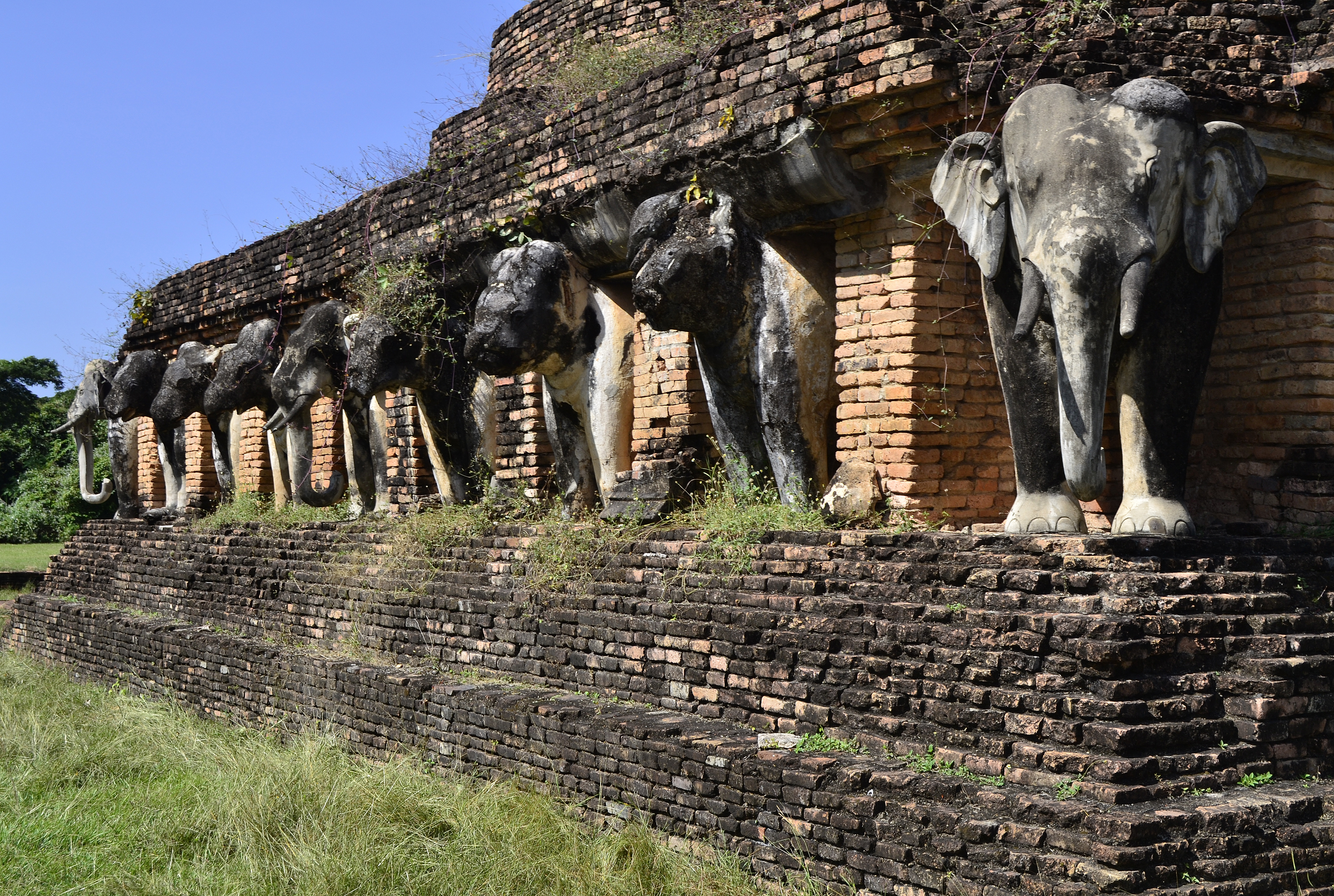
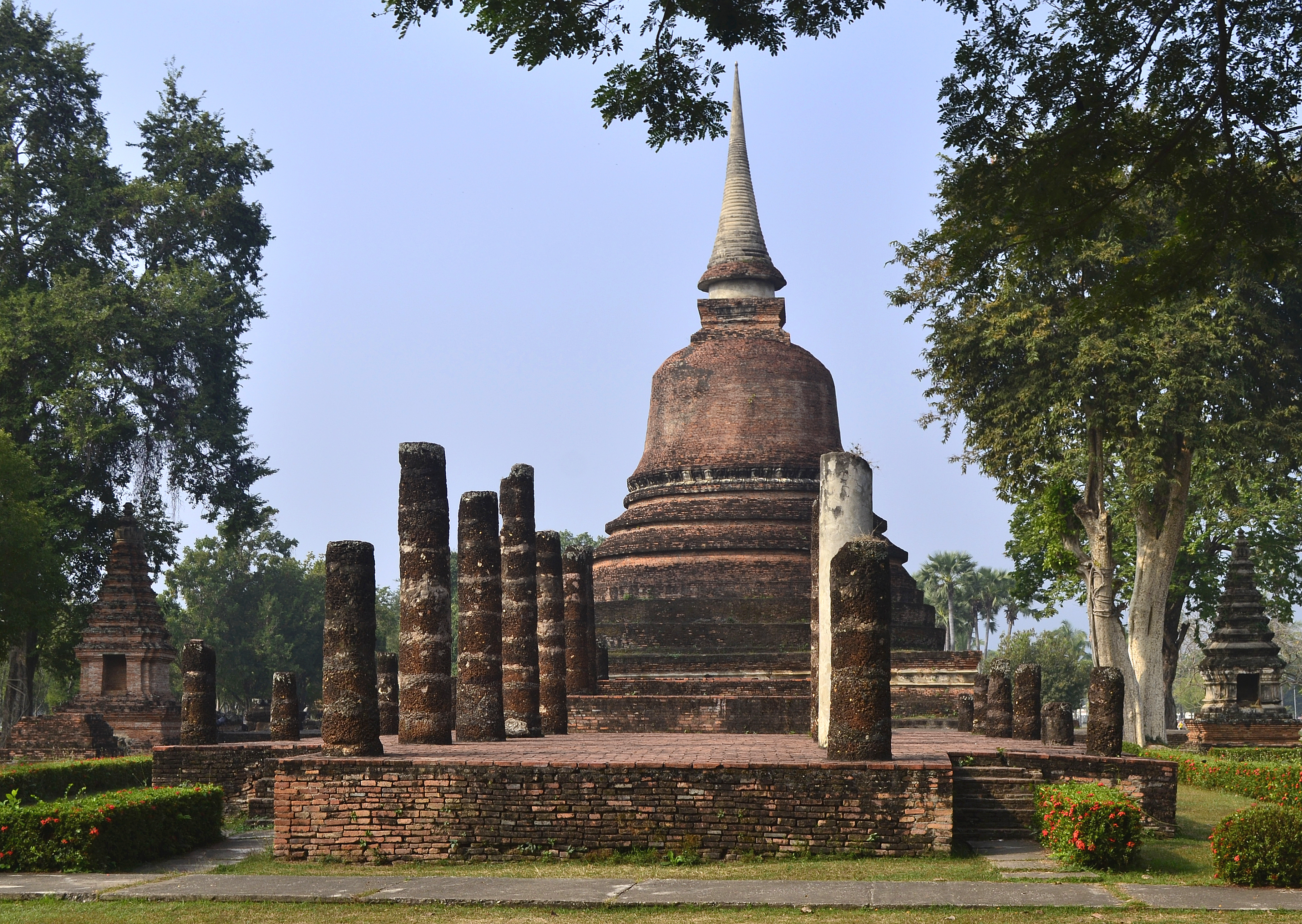

- Si Satchanalaj bylo druhým nejdůležitějším městem království. Známé bylo pro svoji keramika, která se odtud exportovala do celého regionu jihovýchodní Asie.

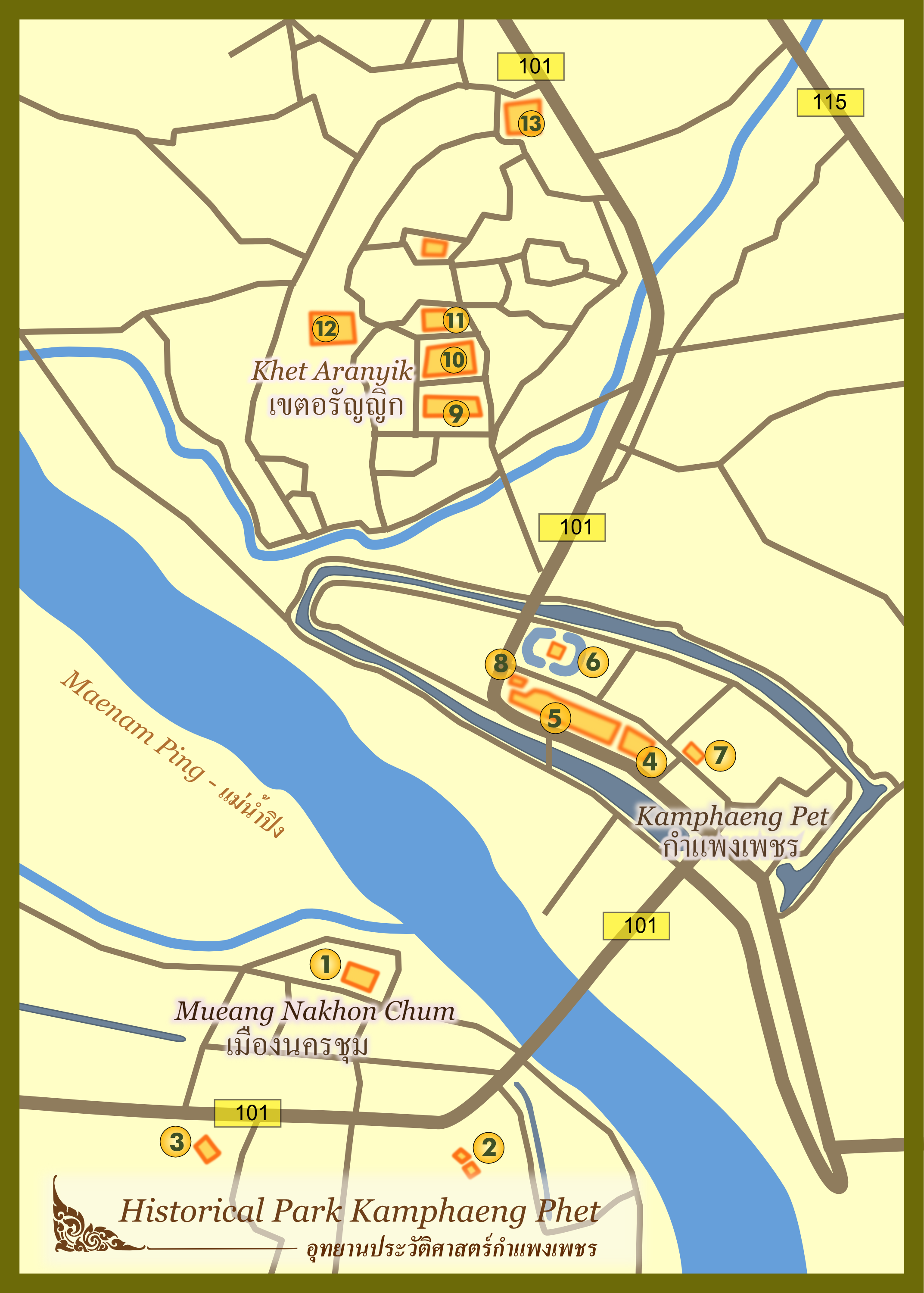
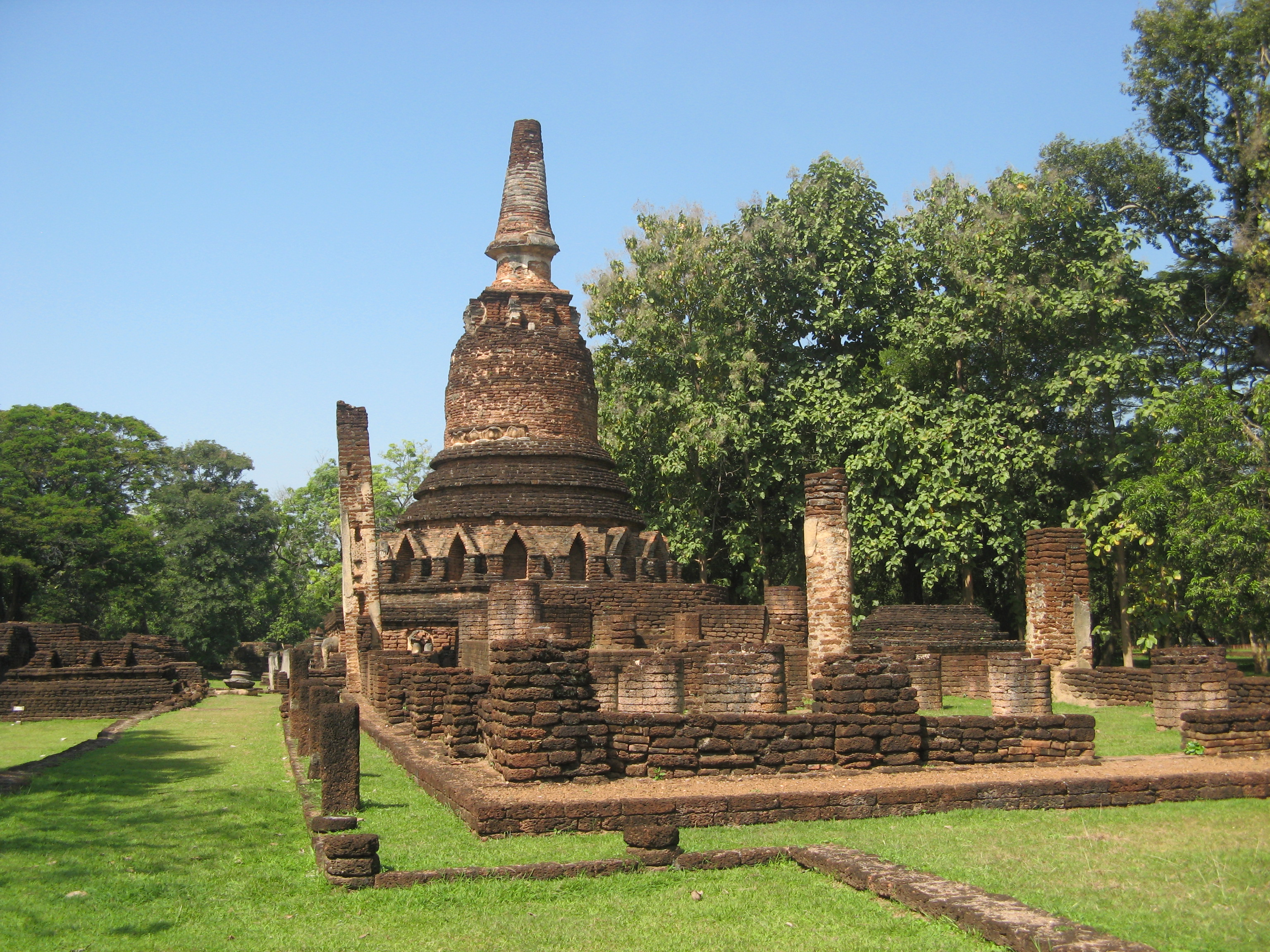
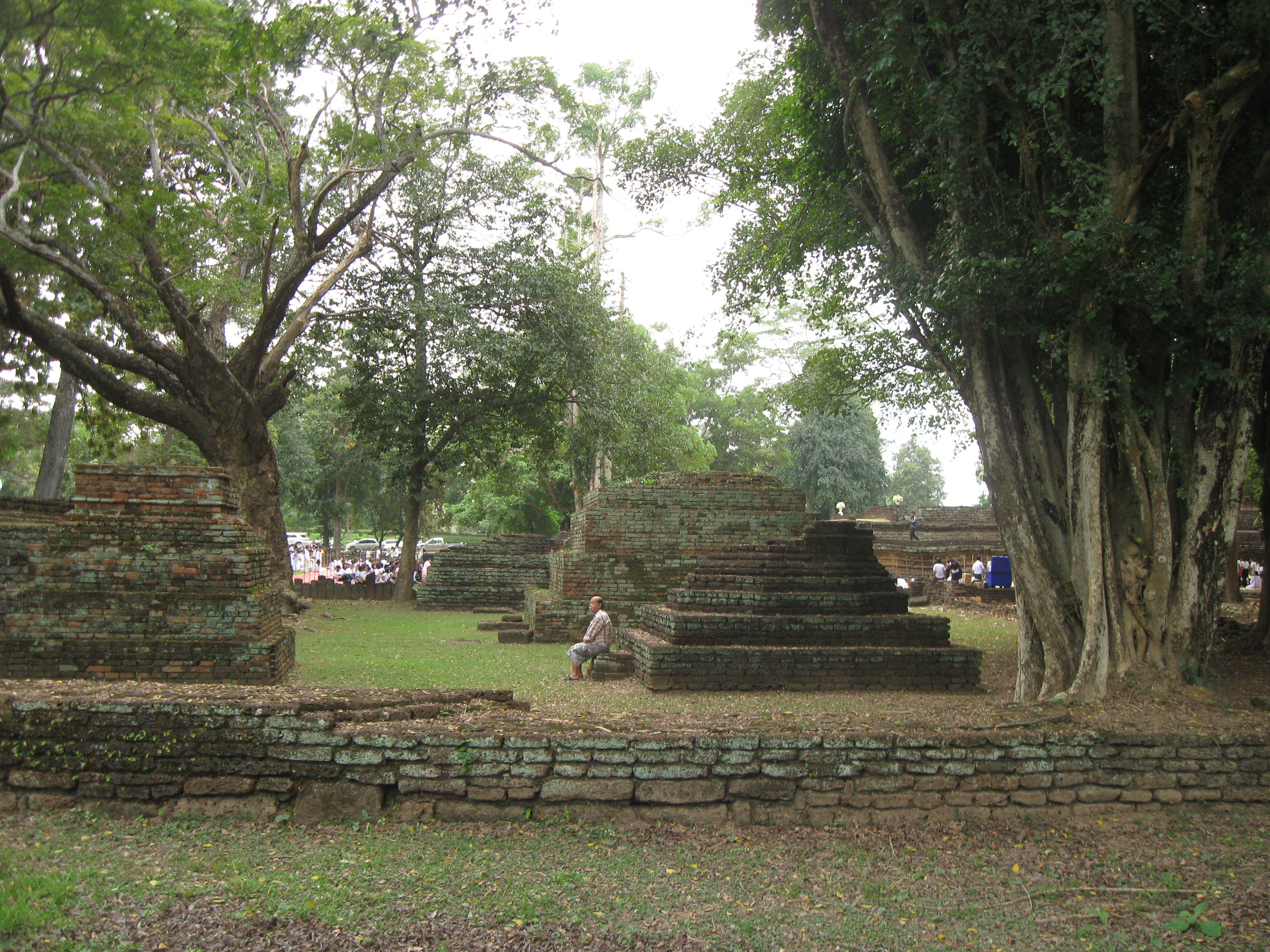
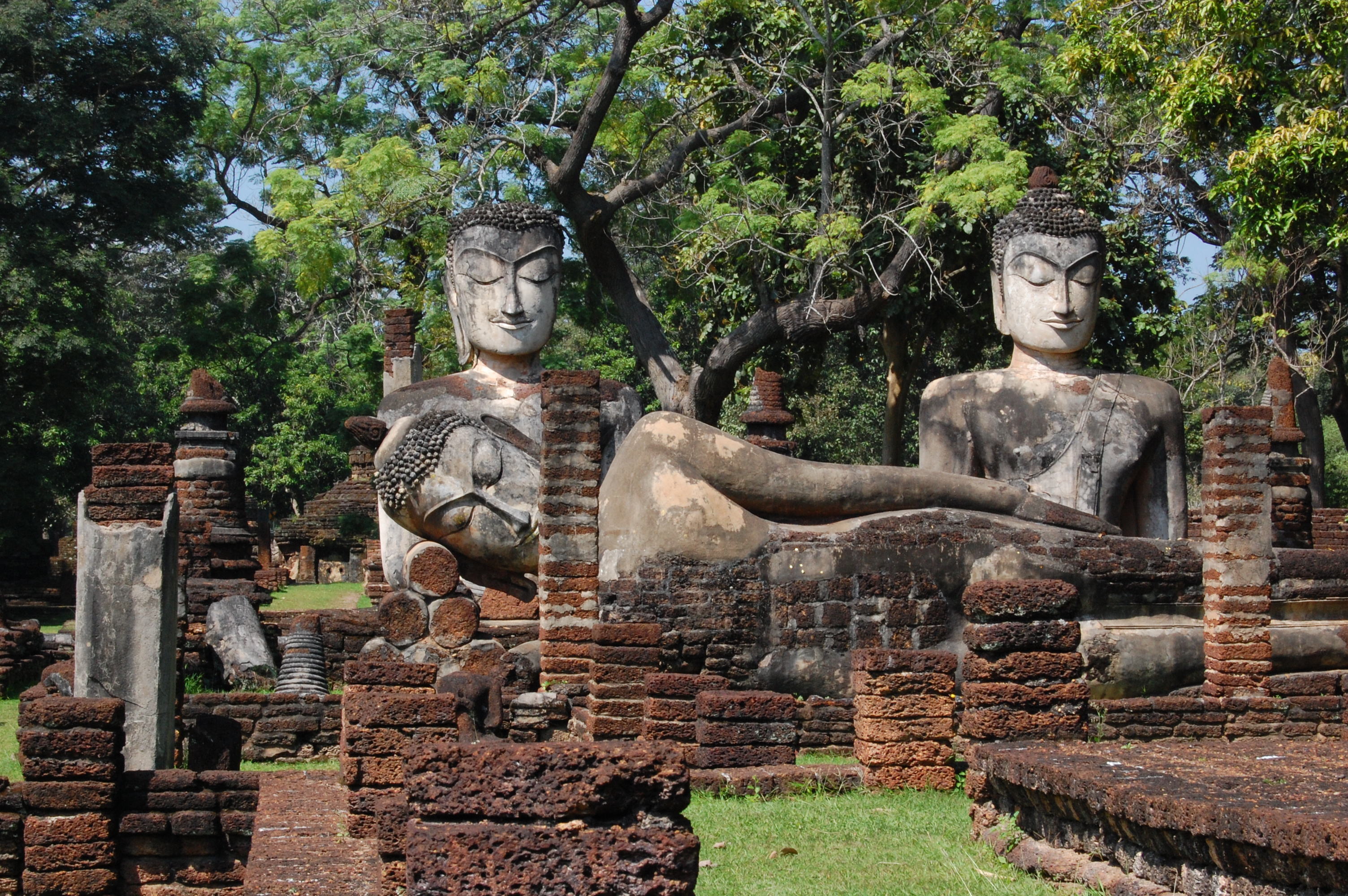

- Kamphaeng Phet byl především vojenskou základnou ochraňující okolní obchodní stezky.

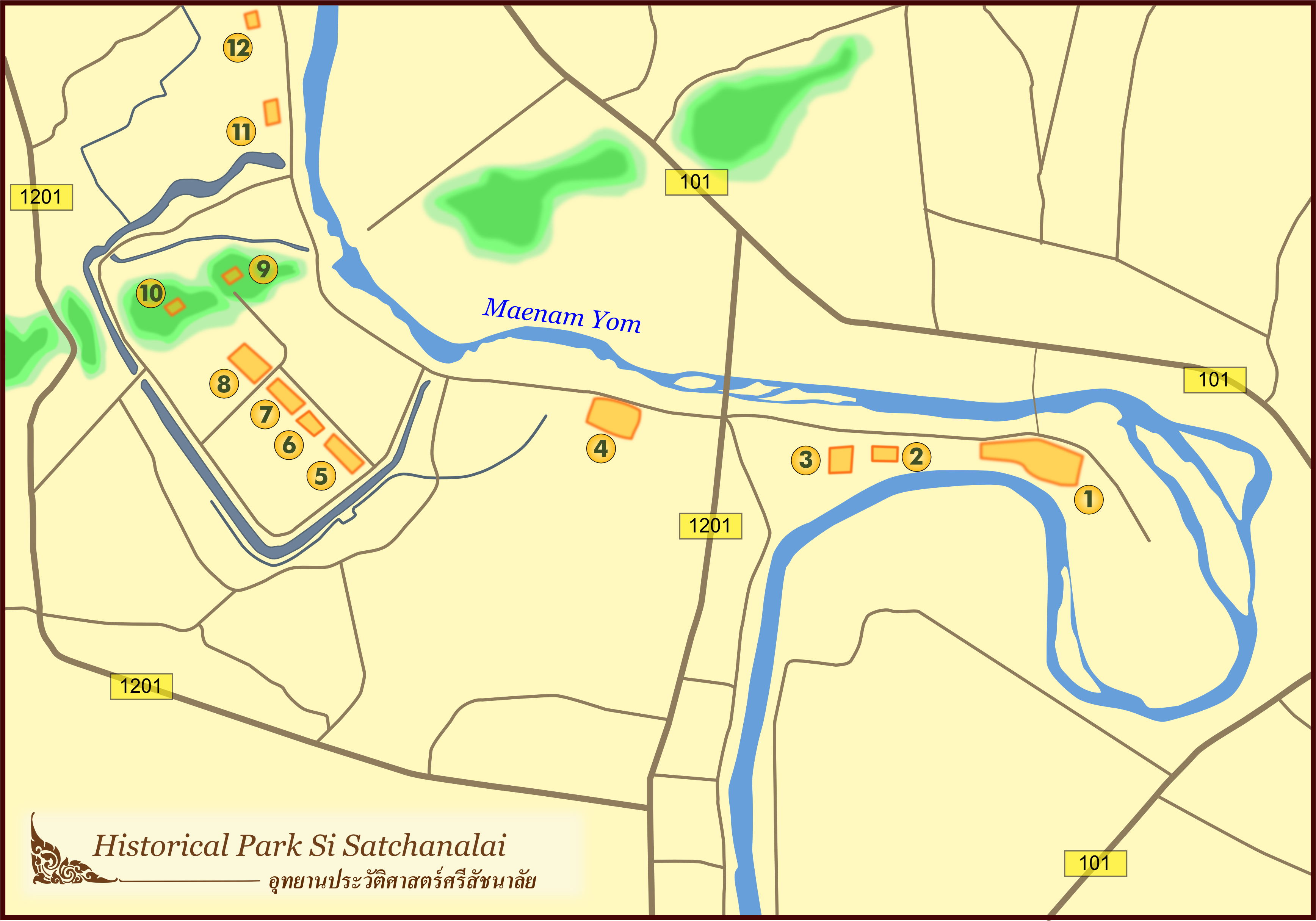
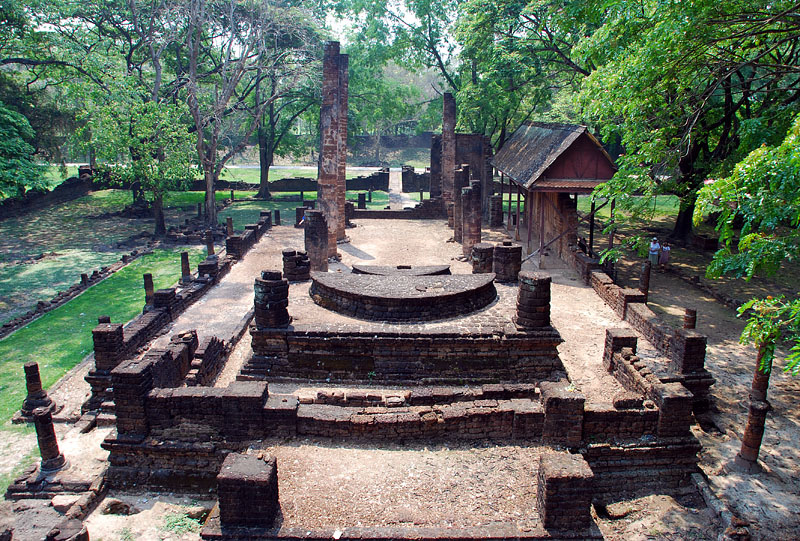
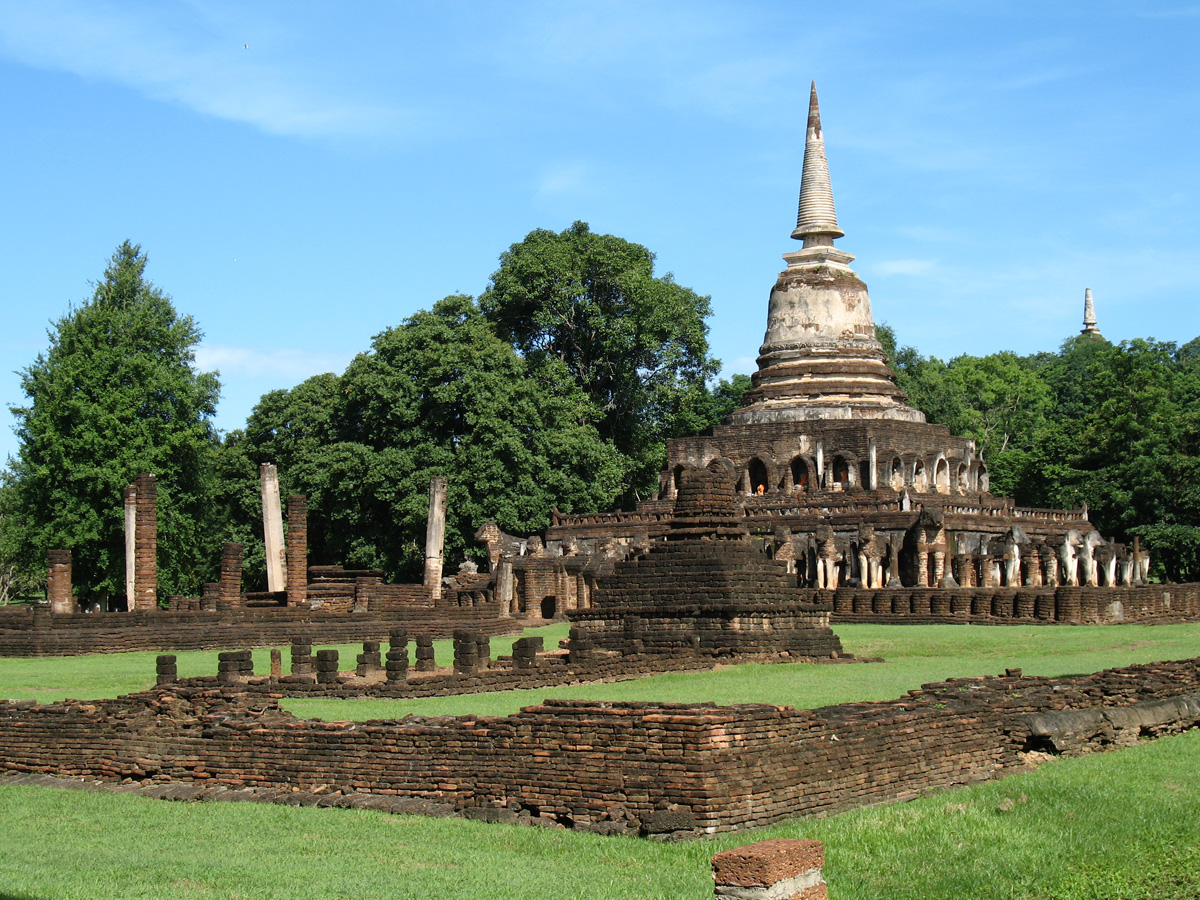
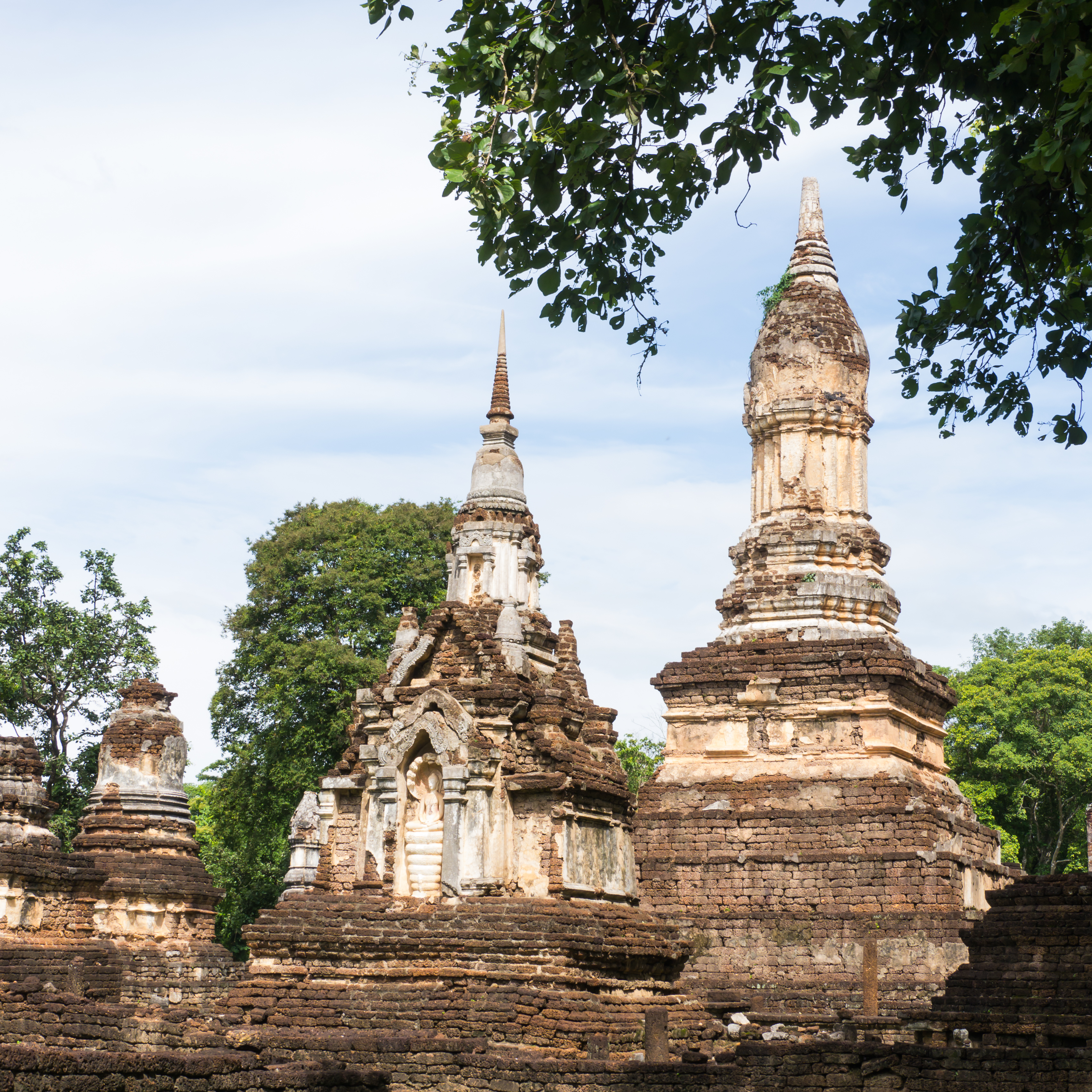